# Geheimhoudingsverklaring
Een geheimhoudingsverklaring of geheimhoudingsovereenkomst (ook wel vaak aangeduid met de Engelse term non-disclosure agreement) is een contract dat ervoor moet zorgen dat de ene partij de unieke onderdelen van een product of dienst die wordt toegelicht door een andere partij niet kan gebruiken voor eigen doeleinden en informatie die samenhangt met een product, dienst, of idee voor zich houdt en, behoudens medewerkers in het bedrijf zelf, geheimhoudt.
Een geheimhoudingsverklaring houdt in dat de partij aan wie het product, de dienst of het idee wordt voorgelegd:
- de informatie als vertrouwelijk beschouwt en dus strikt geheimhoudt voor derden.
- degene die het product, de dienst of het idee heeft toegelicht schadeloosstelt als er inbreuk wordt gemaakt op eigenschappen van product, dienst of idee.

Voorbeeld: een uitvinder heeft een uitvinding bedacht en gaat daarmee naar een grote dienstverlener. De dienstverlener tekent de geheimhoudingsverklaring, maar gebruikt toch een bepaald onderdeel of aspect voor diens eigen producten. De dienstverlener dient, als hij gedaagd wordt, de uitvinder schadeloos te stellen voor gederfde inkomsten.

## Antoniem
Het tegenovergestelde is de openbaarmakings- of een publicatieplicht. Een overheidsorgaan is op basis van de Grondwet (art. 110 Nederland, artikel 32 België) in het algemeen verplicht om informatie te verstrekken in het belang van democratie en goed bestuur. Ook tal van bedrijven en instellingen moeten bepaalde elementaire cijfers of prestaties publiek maken.